# Mega Shark vs Giant Octopus
Mega Shark Versus Crocosaurus is een Amerikaanse monsterfilm uit 2009 van The Asylum, met Deborah Gibson en Lorenzo Lamas.

## Verhaal
Twee gigantische prehistorische monsters bevechten elkaar voor de kust van Californië. Een enorme haai en een gigantische octopus.

## Rolverdeling
| Acteur          | Personage     |
| --------------- | ------------- |
| Deborah Gibson  | Emma MacNeil  |
| Lorenzo Lamas   | Allan Baxter  |
| Vic Chao        | Seiji Shimada |
| Jonathan Nation | Vince         |
| Mark Hengst     | Dick Ritchie  |